# Руза (река)
Ру́за — река в Московской области России, левый приток Москвы.
Исток находится на восточной окраине деревни Малое Крутое, протекает по территории городского округа Шаховская, Волоколамского и Рузского городских округов. Длина — 145 км, площадь бассейна — 1990 км², ширина — до 50 м. Глубина незначительна. Среднегодовой расход воды у города Рузы — 13,1 м³/с. Замерзает в конце ноября, вскрывается в апреле. Крупнейший приток — Озерна. Течёт почти на всём протяжении на юго-восток в пределах Московской возвышенности. Высота устья — 149,4 м над уровнем моря.

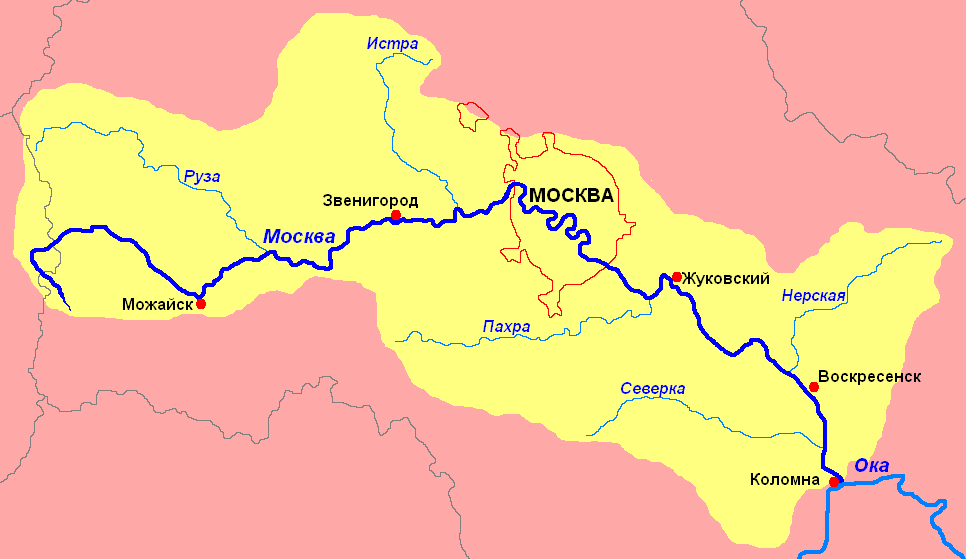
Бассейн реки Москвы

На Рузе — Верхнерузское и Рузское водохранилища, являющиеся частью Вазузской водной системы и служащие резервуарами для водоснабжения Москвы.
На правом берегу Рузы, в 1 км к югу от бывшей деревни Неждино, находится Неждинское городище, культурный слой которого относится к эпохе железного века (дьяковская культура) и древнерусскому времени (XII—XIII века).
Название реки сопоставимо с литов. ruseti — «течь, протекать», rusnoti — «медленно течь», латыш. ruosa — «ручей с узкой луговой поймой, расположенный между полями и лесами».
По данным Государственного водного реестра России, относится к Окскому бассейновому округу. Речной бассейн — Ока, речной подбассейн — бассейны притоков Оки до впадения Мокши, водохозяйственный участок — Руза от истока до Рузского гидроузла.
В районе посёлка Горбово находится ныне недействующая Горбовская гидроэлектростанция. Была построена в 1953 году параллельно с появлением в посёлке целлюлозной фабрики. Обладая сравнительно небольшой, порядка 0,5 МВт, мощностью, посредством двух генераторов вырабатывала электричество как для предприятия, так и для населённого пункта. Став ненужной после закрытия фабрики, в 2002 году прекратила функционирование. Задвижки шлюза были демонтированы, а вода из водохранилища, площадь которого составляла около двух тысяч квадратных метров, спущена.

## Притоки
(расстояние от устья)
- 27 км: река Озерна (лв)
- 44 км: река Правая Педня (пр)
- 45 км: река Педня (лв)
- 62 км: река Волошня (лв)
- 102 км: река Костинка (Хлупня) (лв)
- 112 км: река Мутня (пр)
- 124 км: река Белая (лв)
- 128 км: река Жаровня (пр)